# Rotella
Rotella is een gemeente in de Italiaanse provincie Ascoli Piceno (regio Marche) en telt 994 inwoners (31-12-2004). De oppervlakte bedraagt 27,2 km², de bevolkingsdichtheid is 37 inwoners per km².

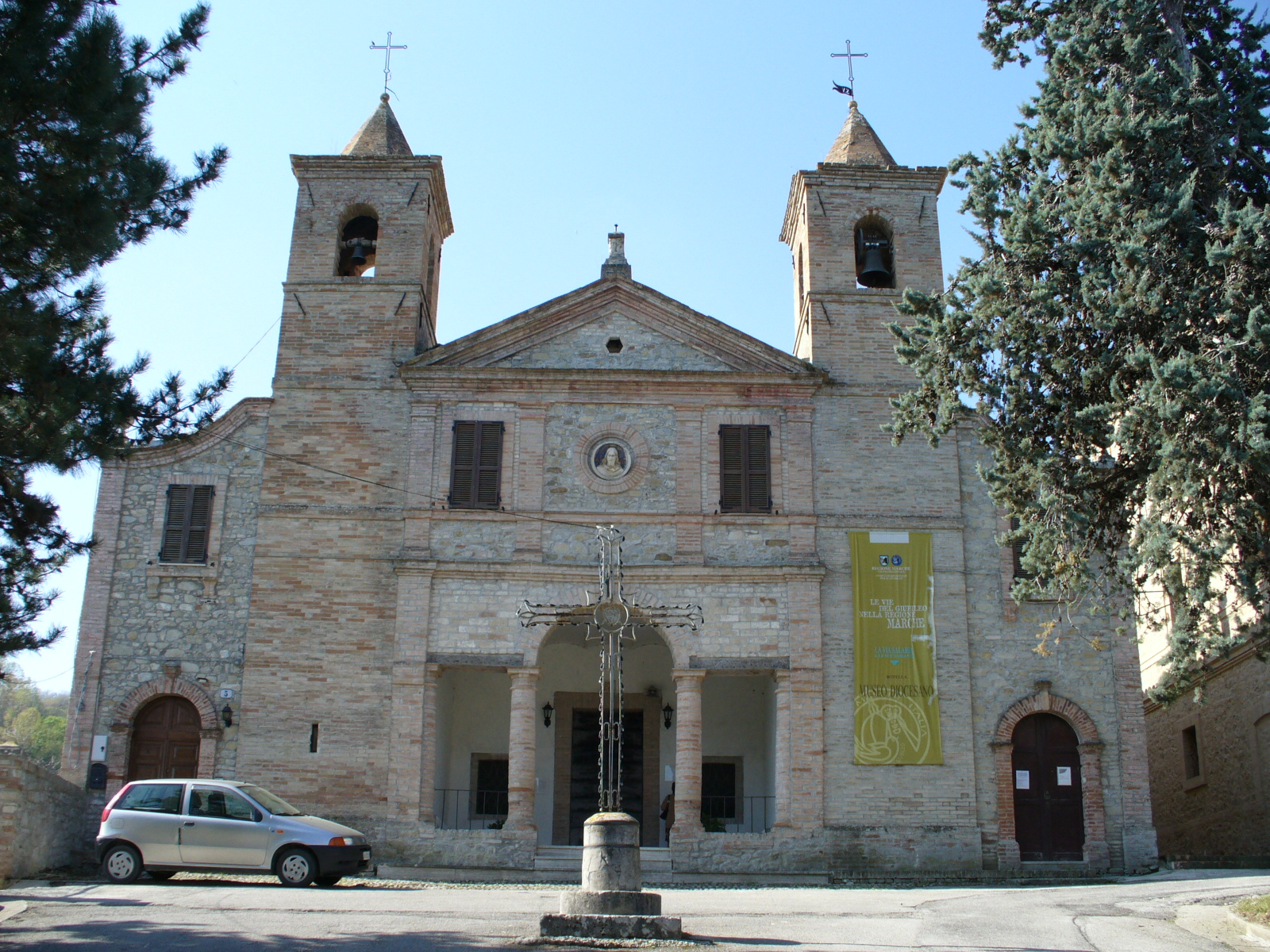
Kerk van Santa Viviana
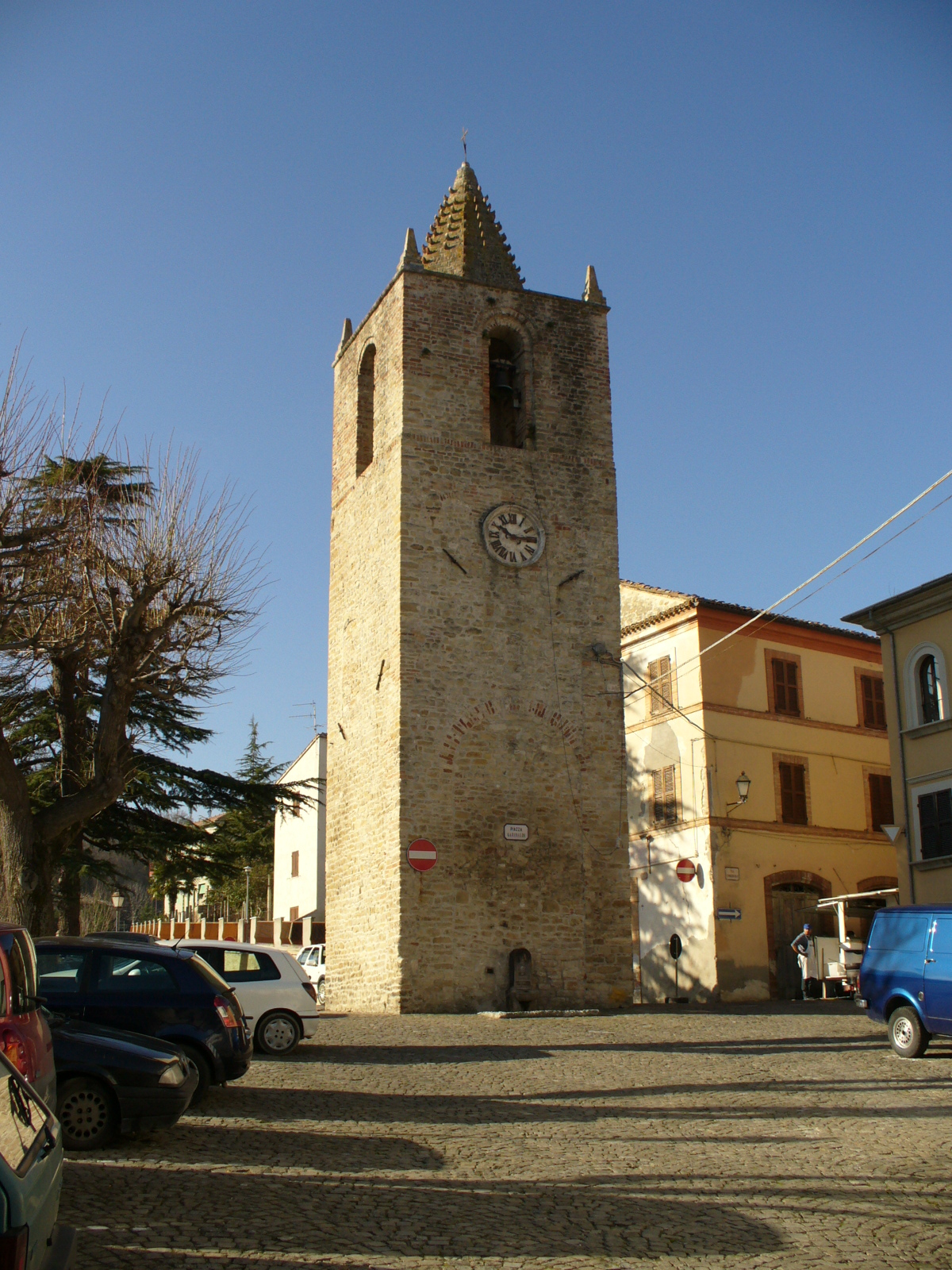
Middeleeuwse toren in Rotella
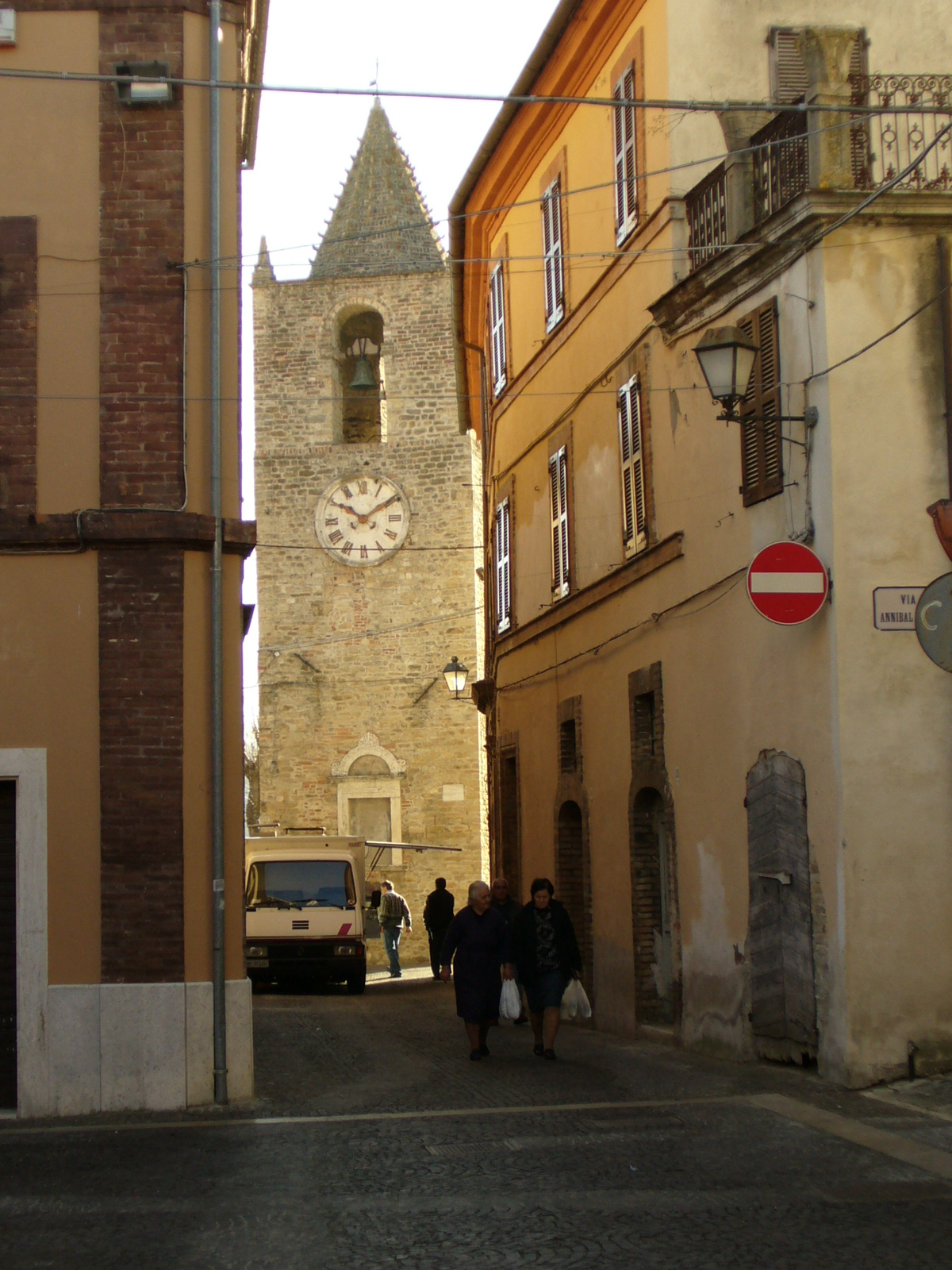
Straatje in Rotella

## Demografie
Rotella telt ongeveer 378 huishoudens. Het aantal inwoners daalde in de periode 1991-2001 met 5,5% volgens cijfers uit de tienjaarlijkse volkstellingen van ISTAT.
| Jaar | Inwoneraantal |
| ---- | ------------- |
| 1991 | 1058          |
| 2001 | 1000          |

## Geografie
Rotella grenst aan de volgende gemeenten: Ascoli Piceno, Castignano, Force, Montedinove, Montelparo, Venarotta.
Acquasanta Terme · Acquaviva Picena · Appignano del Tronto · Arquata del Tronto · Ascoli Piceno · Carassai · Castel di Lama · Castignano · Castorano · Colli del Tronto · Comunanza · Cossignano · Cupra Marittima · Folignano · Force · Grottammare · Maltignano · Massignano · Monsampolo del Tronto · Montalto delle Marche · Montedinove · Montefiore dell'Aso · Montegallo · Montemonaco · Monteprandone · Offida · Palmiano · Ripatransone · Roccafluvione · Rotella · San Benedetto del Tronto · Spinetoli · Venarotta
1. ↑  https://demo.istat.it/?l=it.